# ألكساندرا مونيوث
ألكساندرا مونيوث (بالإسبانية: Alexandra Muñoz) (16 أغسطس 1992 ببيرو - ) هي لاعبة كرة طائرة بيروفية في مركز ممرر ‏.

## وصلات خارجية
- ألكساندرا مونيوث على موقع الاتحاد الدولي beach volleyball database (الإنجليزية)
- ألكساندرا مونيوث على موقع عالم الكرة الطائرة (الإنجليزية)
- ألكساندرا مونيوث على موقع أوليمبيديا (الإنجليزية)